# قاي أوسوليفان
قاي أوسوليفان (بالإنجليزية: Guy O'Sullivan)‏ هو منتج تلفزيوني بريطاني وكندي، ولد في 1967، وتوفي في أبريل 2017.